# Valérie André
Valérie André (Estrasburg, 21 d'abril de 1922 — Issy-les-Moulineaux, 21 de gener de 2025) fou una metgessa neurocirurgiana, paracaigudista i pilot d'helicòpter militar francesa. Va ser la primera dona a realitzar missions de rescat en zones de combat i la primera dona a assolir el grau de general en l'Exèrcit francès.

## Biografia
Va néixer a la regió d'Alsàcia, en una família nombrosa. El seu pare era professor de música i la seva mare fomentava l'educació superior per igual entre fills i filles. Ja des de petita tenia clar que volia ser metgessa, però una trobada amb l'aviadora Maryse Hilsz als deu anys li despertà també la passió per l'aviació. Amb aquesta determinació, es va treure la llicència de pilot als 16 anys, finançant-se les classes fent de tutora d'altres estudiants.
Amb l'esclat de la Segona Guerra Mundial i la invasió alemanya, va haver de fugir d'Alsàcia i continuar els seus estudis a la Universitat d'Estrasburg, que s'havia traslladat al sud-oest de França, i posteriorment a La Sorbona, a París. Es va especialitzar en neurocirurgia i es va doctorar el 1948. El 1950, en plena Guerra d'Indoxina, es va allistar com a metgessa militar. Després de presenciar una demostració d'helicòpters a Saigon, va proposar als seus superiors utilitzar aquests aparells per evacuar ferits en lloc de fer-ho mitjançant paracaigudistes. Va tornar a França per formar-se com a pilot i el 1952 va començar a realitzar missions de rescat a la selva indoxinesa. Va dur a terme 120 missions i evacuà 168 soldats ferits, inclosos enemics quan hi havia espai. Aquestes accions li van valer el sobrenom de Madame Ventilator. Posteriorment, durant la Guerra d'Algèria, va participar en 365 missions de rescat. El 1976 es va convertir en la primera dona a ser ascendida a general de l'Exèrcit francès. Al llarg de la seva carrera, va rebre cinc vegades la Creu de Guerra per actes de valentia.
Va tornar a França per continuar la seva carrera com a oficial metgessa, tot ocupant el càrrec d'inspectora general de medicina militar fins a la seva jubilació el 1981. Tot i ser una figura cèlebre a França, la seva trajectòria va rebre atenció internacional, amb la publicació del llibre Helicopter Heroine: Valérie André - Surgeon, Pioneer Rescue Pilot, and Her Courage Under Fire (2023) i el documental Madame le Général (2021). En els darrers anys va viure a prop de l'heliport de París. Casada amb l'oficial de l'exèrcit de l'aire Alexis Santini el 1963, va continuar defensant el dret de les dones a escollir el seu propi destí. Va morir el 2025 als 102 anys.